# Ірмашево
Ірма́шево (рос. Ирмашево, башк. Ирмәш) — присілок у складі Ілішевського району Башкортостану, Росія. Входить до складу Юнновської сільської ради.
Населення — 10 осіб (2010; 12 у 2002).
Національний склад:
- башкири — 100 %

Стара назва — Ірмаш.